# Jack Chesbro
John Dwight Chesbro (North Adams, Massachusetts, 5 de junio de 1874-Conway, Massachusetts, 6 de noviembre de 1931), más conocido como Jack Chesbro, fue un jugador profesional estadounidense de béisbol que se desempeñó en la posición de lanzador en las Grandes Ligas de Béisbol (MLB). Es miembro del Salón de la Fama del Béisbol.

## Carrera
Chesbro jugó como profesional cuatro temporadas en Pittsburgh Pirates (1899-1902), después pasó a New York Yankees (1903-1909), luego a Boston Red Sox, donde jugó una temporada (1909), y fue el equipo en el que se retiró.

## Reconocimiento
En 1946, ingresó como miembro al Salón de la Fama del Béisbol.